# Edoardo Giorgetti
 (juillet 2017).
Si vous disposez d'ouvrages ou d'articles de référence ou si vous connaissez des sites web de qualité traitant du thème abordé ici, merci de compléter l'article en donnant les références utiles à sa vérifiabilité et en les liant à la section « Notes et références ».
Pour les articles homonymes, voir Giorgetti.
Edoardo Giorgetti (né le 5 février 1989 à Cagli) est un nageur italien, spécialiste de la brasse.
Il mesure 1,82 m pour 82 kg et son club est le Canottieri Aniene.
Il remporte trois titres mondiaux chez les Juniors à Rio de Janeiro en 2006.
Il détient le record national des 100 m brasse en petit bassin, avec le temps de 58 s 39. Il a détenu également le record européen du 200 m brasse en petit bassin avc 2 min 5 s 02, obtenu le 27 décembre 2008, record battu par le Français Hugues Duboscq dans la finale des Championnats d'Europe en petit bassin où Giorgetti porte son record italien à 2 min 4 s 98 pour remporter la médaille d'argent.